# Virus de la grippe A (H2N2)
Pour les articles homonymes, voir H2N2.
Espèce
Classification phylogénétique
- Espèce : virus de la grippe A
  - sous-type H1N1
  - sous-type H1N2
  - sous-type H2N2
  - sous-type H2N3
  - sous-type H3N1
  - sous-type H3N2
  - sous-type H3N8
  - sous-type H5N1
  - sous-type H5N2
  - sous-type H5N3
  - sous-type H5N6
  - sous-type H5N8
  - sous-type H5N9
  - sous-type H6N1
  - sous-type H6N2
  - sous-type H7N1
  - sous-type H7N2
  - sous-type H7N3
  - sous-type H7N4
  - sous-type H7N7
  - sous-type H7N9
  - sous-type H9N2
  - sous-type H10N7

Le sous-type H2N2 du virus de la grippe A fait référence aux types de deux antigènes présents à la surface du virus : l'hémagglutinine de type 2 et la neuraminidase de type 2. Le virus de la grippe A est un virus à ARN monocaténaire de polarité négative à génome segmenté (8 segments) qui appartient au genre Alphainfluenzavirus de la famille des Orthomyxoviridae.
Le sous-type H2N2 a longtemps été suspecté d'être à l'origine de la pandémie de grippe de 1889-1890, mais le sous-type H3N8 en est le responsable le plus probable. Des virus H2N2 ont muté en différentes souches, incluant la souche de la grippe asiatique entre 1956 et 1958, les virus de la grippe A (H3N2), et d'autres souches se retrouvant chez les oiseaux.

## Histoire
La souche H2N2 aurait causé une pandémie de grippe humaine en 1889 en Russie, la « grippe russe »,, mais les conclusions sont incertaines.
C'est la première pandémie de grippe qui fut dûment documentée. En 1889, elle a « commencé en Russie et s'étendit en Europe. Elle atteignit l'Amérique du Nord en décembre 1889 et s'étendit en Amérique du Sud et en Asie en février 1890. Environ un million de personnes moururent au cours de cette pandémie. »
La « grippe asiatique » s'est déclarée en 1956 en Chine. Grippe aviaire, cette pandémie de niveau d'alerte 2 a duré jusqu'en 1958. Cette souche est née lors d'une mutation chez des canards sauvages d'un virus humain. Le virus a été détecté pour la première fois à Guizhou. Il s'est ensuite répandu à Singapour en février 1957, atteignant Hong Kong en avril et les États-Unis en juin. Le nombre de morts aux États-Unis s'établit à environ 69 800. En 2009, l'OMS affirme que ce virus a tué environ deux millions de personnes de par le monde. Un vaccin fut mis au point en 1957 pour prévenir sa propagation.
La souche de la grippe asiatique a muté en H3N2, laquelle a provoqué une pandémie moins sévère de 1968 à 1969.